# Ligament jaune
Les ligaments jaunes sont des ligaments pairs présents entre deux vertèbres adjacentes constituant une jointure fibreuse intervertébrale.

## Description
Les ligaments jaunes droit et gauche se situent entre chaque vertèbres voisines, à partir de l'espace entre l'axis et la troisième vertèbre cervicale jusqu'à l'espace entre la cinquième vertèbre lombaire et le sacrum,.
Ils sont fixés sur la partie moyenne de la face antérieure de la lame de l'arc vertébral de la vertèbre supérieure et se terminent sur le bord supérieur de la lame de l'arc vertébral de la vertèbre sous-jacente. Le ligament droit et gauche se rejoignent sur la ligne médiane en laissant quelques perforations vasculaires..
Ils sont constitués de fibres élastiques.
Dans la région cervicale, les ligaments sont fins, larges et longs et s'épaississent au niveau thoracique et lombaire.
Leur présence est inconstante entre l'atlas et l'axis.

## Rôle
L'élasticité marquée des ligaments jaunes sert à conserver la posture droite et aide la colonne vertébrale lors du mouvement d'extension.
L'élastine spécifique aux ligaments jaunes empêche leur flambage dans le canal rachidien lors de l'extension, ce qui entraînerait une compression de la moelle épinière.

## Aspect clinique

### Ponction lombaire et péridurale
L’élasticité des ligaments jaunes est un repère lors d'une ponction lombaire ou d'une péridurale. Sa résistance élastique est très bien perçue et sa disparition indique que l'on se trouve dans l'espace péridural.

### Hypertrophie
Parce que ces ligaments se trouvent dans la partie postérieure du canal vertébral, leur hypertrophie peut provoquer une sténose spinale
Certaines études indiquent que l'hypertrophie de ces ligaments pourrait être liée à un processus fibrotique associé à une augmentation du collagène VI résultat d'un processus adaptatif et réparateur en réponse une rupture des fibres élastiques,.

### Vieillissement
Le ligament jaune peut également devenir gras ou se calcifier avec l'âge, provoquant une dégénérescence de l'élastine

### Ablation
Au cours d'une discectomie, opération visant à retirer une partie d'un disque intervertébral qui appuie sur les nerfs rachidiens, il peut être nécessaire de retirer ou de remodeler le ligament jaune.